# Penguin Go a Road 2019 FINAL「横浜決闘」

『Penguin Go a Road 2019 FINAL「横浜決闘」』（ペンギン・ゴー・ア・ロード・ニセンジュウキュウ・ファイナル・よこはまけっとう）は、PENGUIN RESEARCHの1作目の映像作品。2020年1月29日にSACRA MUSICからリリースされた。

## 概要
2019年5月からスタートした全国ツアー「Penguin Go a Road 2019」のツアーファイナルとして、同年8月10日に横浜文化体育館にて行われたPENGUIN RESEARCH初のアリーナ公演「横浜決闘」を映像化。
Blu-ray/DVD共通特典として、メンバーオーディオコメンタリーを収録。さらに完全生産限定盤には、映像と同内容を収録した2枚組CDとライブフォトブックを同梱。

## 収録内容
| #   | タイトル                                        | 作詞 | 作曲・編曲 |
| --- | ----------------------------------------------- | ---- | ---------- |
| 1.  | 「決闘」(5thシングル表題曲)                     |      |            |
| 2.  | 「逆襲」(5thシングルc/w曲)                      |      |            |
| 3.  | 「嘘まみれの街で」(1stフルアルバム収録曲)       |      |            |
| 4.  | 「WILD BLUE」(4thシングル表題曲)                |      |            |
| 5.  | 「雷鳴」(1stミニアルバム収録曲)                 |      |            |
| 6.  | 「ボタン」(3rdシングル表題曲)                   |      |            |
| 7.  | 「世界最後の日に」(1stミニアルバム収録曲)       |      |            |
| 8.  | 「冀望」(1stフルアルバム収録曲)                 |      |            |
| 9.  | 「ひとこと」(1stフルアルバム収録曲)             |      |            |
| 10. | 「スポットライト」(2ndシングル表題曲)           |      |            |
| 11. | 「ゴールドフィラメント」(2ndフルアルバム収録曲) |      |            |
| 12. | 「敗者復活戦自由形」(1stフルアルバム収録曲)     |      |            |
| 13. | 「シニバショダンス」(1stフルアルバム収録曲)     |      |            |
| 14. | 「近日公開第二章」(1stE.P表題曲)                |      |            |
| 15. | 「それでも闘う者達へ」(2ndフルアルバム収録曲)   |      |            |
| 16. | 「boyhood」(2ndシングルc/w曲)                   |      |            |
| 17. | 「BYE BYE RESEARCH」(2ndフルアルバム収録曲)     |      |            |
| 18. | 「ハードロック★パラダイス」(4thシングルc/w曲)   |      |            |